# Machaerium quinata
Machaerium quinata là một loài thực vật có hoa trong họ Đậu. Loài này được (Aubl.) Sandwith miêu tả khoa học đầu tiên.